# Juliano Ceglia
Juliano Ceglia (São Paulo, 19 de maio de 1978) é um ciclista, jornalista, modelo e ator brasileiro.

## Biografia
Desde a infânica, Juliano é ligado aos esportes, tendo praticado natação e automobilismo. Aos dezesseis anos, com a morte de seu pai, desiste da carreira esportiva e se dedica integralmente aos cursos de teatro e fotografia, além de dar início aos trabalhos como modelo, tendo desfilado em várias semanas de moda pelo Brasil e pelo mundo.
Juliano entrou na televisão como estagiário da TV Bandeirantes e foi lá que ele decidiu que iria seguir a carreira de seu pai, a de jornalista. A partir daí atuou como produtor, diretor, repórter e apresentador em diversas emissoras como a Rede TV, a Rede Record, ESPN Brasil, além da própria Band, que o revelou.
Sua primeira aparição em um programa de TV se deu em novembro 2004, quando, por incentivo da diretora artística da Band, Marlene Mattos, Juliano uniu televisão com esportes, criando assim o "Bike Repórter", que viria a se tornar um quadro do programa Band Verão do ano de 2004. O formato inovador logo chamou atenção dos telespectadores e o quadro foi um sucesso. A partir daí, o "Bike Repórter" se tornou um programa da Rede 21, emissora do Grupo Bandeirantes, apresentando bons índices de audiência.
Com menos de um ano no ar, o "Bike Repórter" foi levado ao SBT como um quadro do programa Charme, apresentado por Adriane Galisteu, levando o formato a proporções nacionais. Com matérias sobre esportes, curiosidades e entretenimento em geral, o quadro elevou a audiência do programa.
Paralelamente aos trabalhos como "Bike Repórter", Juliano já fez matérias relacionadas à saúde para os impressos Diário de São Paulo, Folha de S.Paulo e Estadão. Já fez campanhas publicitárias para marcas como Siemens, Red Bull, Caloi, entre outras. Como ator, já atuou nas peças "O Beijo no Asfalto" de Nelson Rodrigues, em 2000, e "Beverly Hills", em 2005. Também esteve no elenco da novela Seus Olhos, do SBT, exibida em 2004. Em 2010, regressou às novelas, dessa vez na Rede Globo, em Passione, onde deu vida a Giba, companheiro de ciclismo de Danilo, personagem de Cauã Reymond.
Também em 2010, Juliano torna-se apresentador de rádio em um quadro do programa "2 em 1", da Rádio Transamérica.
Atualmente, Juliano apresentou por seis meses o programa Zona de Impacto do SporTV, e após ser contratado pela Rede Globo, ingressou Como apresentador e editor chefe do Programa ‘'Eu atleta do SporTV e Rádio Globo. 
Se tornou o consultor de saúde da Rede Globo atuando aos sábados no “Programa É de Casa”.
Em 2019 Juliano Ceglia saiu da Rede Globo para administrar seus negócios fora da televisão. 
Ele criou a “Casa do Atleta”, uma iniciativa público-privada que oferece treinos e palestras gratuitas para a população melhorando a qualidade de vida das pessoas. Além disso Juliano é proprietário de um box de Crossfit, uma empresa de comunicação e vive como influenciador do segmento fitness.
Hoje é embaixador de marcas como Bio Ritmo, YoPRO e RedBull.
Durante a pandemia Juliano foi capa da “revista Veja” se tornando uma referência de treinos dentro de casa para os dias de confinamento.
No dia 8 de setembro de 2020, foi confirmado como um dos vinte participantes da décima segunda temporada do reality show A Fazenda, sendo o oitavo eliminado da competição em uma roça contra Mateus Carrieri e Tays Reis com 29,43% dos votos para ficar.

## Carreira

### Televisão
- 2004 - Band Verão - Band
- 2005 - Bike Repórter - Rede 21
- 2006 - Charme - SBT
- 2008 - Atualíssima - Band
- 2011 - Zona de Impacto - SporTV
- 2012 - Repórter Eu Atleta - SporTV
- 2015 - Editor chefe e apresentador do "EU ATLETA" - Sportv / Rede Globo
- Consultor de fitness Programa "É de Casa" - Rede Globo
- Repórter Programa "Bem Estar" - Rede Globo
- 2020 - A Fazenda 12 (Participante - 13º lugar) - RecordTV

### Novela
- 2004 - Seus Olhos - SBT
- 2010 - Passione - Rede Globo

### Teatro
- 2000 - O Beijo no Asfalto
- 2005 - Beverly Hills